# Bagneux-la-Fosse

Bagneux-la-Fosse este o comună în departamentul Aube din nord-estul Franței. În 1 ianuarie 2022 avea o populație de 177 de locuitori.